# Puebla del Príncipe
Puebla del Príncipe é um município da Espanha na província de Ciudad Real, comunidade autónoma de Castilla-La Mancha, de área 33,86 km² com população de 975 habitantes (2004) e densidade populacional de 28,80 hab/km².

## Demografia
| Variação demográfica do município entre 1991 e 2004 | Variação demográfica do município entre 1991 e 2004 | Variação demográfica do município entre 1991 e 2004 | Variação demográfica do município entre 1991 e 2004 |
| --------------------------------------------------- | --------------------------------------------------- | --------------------------------------------------- | --------------------------------------------------- |
| 1991                                                | 1996                                                | 2001                                                | 2004                                                |
| 1099                                                | 1101                                                | 1024                                                | 975                                                 |